# Sigurd Westberg
Josef Sigurd Westberg, född den 20 maj 1884 i Malmö, död den 28 november 1946 i Stockholm, var en svensk förlags- och tidningsman.
Westberg avlade mogenhetsexamen i Vänersborg 1903 och bedrev därefter juridiska studier vid Uppsala universitet. Han blev extra ordinarie kammarskrivare i tullverket 1904, redaktionssekreterare i Skellefteå Nya Tidning 1905 i Hvar 8 Dag 1907 och i Varia samma år. Westberg var chef för P.A. Norstedt & Söners reklamavdelning 1911–1916, förlagsredaktör i Åhlén & Åkerlunds förlag 1917–1925, hos Åhlén & Holm 1925–1930, redaktör för Vårt Hem 1927–1932, i Gumaelius annonsbyrå 1934–1935, i Albert Bonniers förlag från 1935. Han var ledamot av verkställande utskottet för Svenska flaggans dag 1916–1926. Westberg utredigerade och kommenterade Sten Selanders antologi Levande svensk litteratur (1–24, 1936–1938). Han var även verksam som översättare.